# Olga Paredes
Olga Paredes est une architecte et wikimédienne bolivienne née en 1984 à La Paz.

## Biographie

### Carrière
Elle dirige Wikimedia Bolivie.